# KEJ 1–3
Die Dampflokomotiven KEJ 1–3 waren schmalspurige Mallet-Dampflokomotiven, die die dänische Privatbahn Kolding–Egtved Jernbane (KEJ) 1897 von der Arnold Jung Lokomotivfabrik in Kirchen (Sieg) beschaffte.

## Technische Daten und Geschichte
Die Schmalspurlokomotiven für eine Spurweite von 1000 mm wurden 1897 bei Jung in Deutschland bestellt, um für die Bauphase und für den Betrieb nach der Eröffnung der Bahnstrecke Kolding–Egtved am 4. Mai 1898 ausreichend Lokomotiven zur Verfügung zu haben.
Die Lokomotiven wurden von Jung mit den Baunummern 310–312 noch 1897 geliefert. Die Verbunddampflokomotiven besaßen je zwei Hochdruck- und Niederdruckzylinder, Heusinger-Steuerung sowie eine Saugluftbremse als Betriebsbremse und eine Schraubenbremse als Handbremse.
Nach der Stilllegung der Strecke und Auflösung der Gesellschaft am 31. Mai 1930 wurden die Lokomotiven im gleichen Jahr ausgemustert und als Schrott verkauft. Die KEJ 1 und die KEJ 2 gingen für je 800 Kronen zur Verschrottung an die Sydjysk Produktforretning, für die KEJ 3 konnten bei Haderslev Amts Jernbaner 900 Kronen erlöst werden.